# 忠駝足球隊
忠駝足球隊，又稱聯勤忠駝，1980年中華民國聯勤總部為培育年輕球員而成立的台灣男子足球隊。初名「飛駝乙」隊，創立當年即獲得全國足協杯乙組冠軍並升上甲組，隨後改名為「忠駝」隊。1983年與飛駝足球隊合併而解散。

## 歷史
1980年，聯合勤務總司令部旗下已有一支足球隊，名為飛駝隊。當時為了培育新生代球員，聯勤招納長榮中學、南英商工、慈幼高中等足球隊球員 ，另組了飛駝乙隊並參加當年的第七屆全國足協杯男子乙組賽事。甫成立的飛駝乙隊以六勝一和贏得乙組冠軍，獲得了升降賽資格，並於升降賽擊敗三山隊及南星隊，取得兩勝升級。同時在升級慶功宴上，時任聯勤總司令蔣緯國將球隊更名為「忠駝」，並從飛駝隊獨立出來，成了飛駝的兄弟隊。
此後，忠駝隊於1981年贏得「榮商、瑞文盃」社男組冠軍及第八屆全國足協杯第四名 ，還有於1982年5月獲得第九屆全國足協杯亞軍，飛駝隊則為冠軍。
1982年9月，中華民國足球協會舉辦首屆全國男子甲組足球聯賽，忠駝雖參出席了聯賽座談會，但到了11月卻考慮不參賽，後來在12月聯勤考慮到飛駝隊一度須派出四十九歲老教練羅北上場，為了提升實力，決定將忠駝、飛駝兩隊合併，由飛駝隊單獨角逐甲組聯賽，成立了近三年的忠駝隊就此解散。